# Castell de Kubota
El Castell Kubota (久保 田 城 Kubota-jō) va ser un castell japonès que es trobava a la ciutat d'Akita, en la prefectura d'Akita, Japó. El Castell Kubota va ser la seu del clan Satake els dàimios del Domini de Kubota, governadors de nord de la província de Dewa. El castell va ser també conegut com a Yadome-jō (矢 留 城) o Kuzune-jō (葛根 城). En els documents oficials del shogunat Tokugawa el castell és esmentat com Akita-jō (秋田 城), encara que avui dia es fa servir habitualment aquesta denominació per referir-se al Castell Akita, que es troba a prop.

## Història
Satake Yoshinobu, va ser reubicat a la província de Dewa des de les terres ancestrals de la seva família per Tokugawa Ieyasu el 1602, i va arribar a l'emplaçament del futur castell el 17 de setembre del mateix any. Els treballs de construcció van començar immediatament i, pel 28 d'agost de 1604, el recinte principal ja s'havia completat. Aquest recinte estava envoltat per una ciutat annexa, que va continuar expandint-se el 1607, 1619, 1629 i 1631 amb un sistema de carrers i fossats.
El 21 de setembre de 1633 durant el govern de Satake Yoshitaka el castell es va incendiar, encara que es va restaurar en 1635. El primer esment al Castell Kubota apareix en un document oficial de l'any 1647.
Gran part de la ciutat annexa, així com diverses portes del castell i el palau del dàimio es van cremar en un incendi el 2 d'abril de 1776. El recinte principal va ser destruït pel foc iniciat per un llampec el 10 de juliol de 1778. Les subsegüents reparacions es van completar en 1781. Un altre incendi, el 1797, va destruir la torre nord, dues torres de vigilància, dos barracons i nombrosos edificis menors.
Durant la guerra Boshin el clan Kubota, després d'alguna vacil·lació, va decidir donar suport al nou govern Meiji, la qual cosa va fer que fos atacat per l'Aliança del Nord (Ōuetsu Reppan Domei), en particular per les tropes del Domini de Shonai. Després de la fi de la guerra, el castell va ser lliurat al nou govern pel clan Satake el 17 de juny de 1869.
Amb l'abolició dels dominis feudals en 1871 el Domini de Kubota va ser integrat a la prefectura d'Akita, i el castell es va convertir en l'oficina governamental de la prefectura. Després del trasllat de l'oficina el castell va ser abandonat i, posteriorment, es van emplenar la majoria dels fossats per ampliar els carrers, i gran part dels edificis secundaris van ser enderrocats.
El 21 de juliol de 1880 es va iniciar un foc a l'abandonat recinte principal que el va destruir, juntament amb la majoria de les estructures que havia sobreviscut fins al moment. Es va conservar un petit lloc de guàrdia del segon recinte, i una de les portes restants es va traslladar a un temple budista local el 1886. El 1890 el govern va retornar els terrenys del castell al clan Satake, el qual va donar les terres que van constituir el recinte principal i el segon recinte a la ciutat d'Akita perquè fos usat com a parc.

### Actualment
El 1989 es va reconstruir una torre cantonera per fomentar el turisme. Aquesta torre conté un petit museu d'història. La porta frontal del castell es va reconstruir l'any 2001. Allà es troba també el museu material històric de Satake, dedicat a la història del clan Satake, i l'antiga Casa Kurosawa, una casa samurai del període Edo, traslladada al parc en 1988. La Casa Kurosawa està classificada com Propietat Cultural Important (重要 文化 財, juujoubunkazai).
El castell va ser inclòs en 2006 entre els 100 castells més importants del Japó per la Fundació Japonesa de Castells (日本 城郭 協会 Nihon Jōkaku Kyokai).